# Działalność ubezpieczeniowa
Działalność ubezpieczeniowa – pojęcie normatywne z dziedziny prawa ubezpieczeń, którego źródłem jest ustawa o działalności ubezpieczeniowej i reasekuracyjnej. Zgodnie z art. 4 ust. 1 przedmiotowej ustawy przez działalność ubezpieczeniową rozumie się wykonywanie czynności ubezpieczeniowych związanych z oferowaniem i udzielaniem ochrony na wypadek ryzyka wystąpienia skutków zdarzeń losowych.
Czynności ubezpieczeniowe zostały szczegółowo wymienione w art. 4 ust. 7, 8 i 9 tej ustawy. Z uwagi na kryterium uprawnienia do wykonywania poszczególnych czynności ubezpieczeniowych, można je podzielić na czynności sensu stricto i czynności sensu largo. Do pierwszego rodzaju można zaliczyć takie czynności, które mogą być wykonywane wyłącznie przez zakłady ubezpieczeń lub na ich zlecenie, lecz w imieniu i na rachunek zakładu ubezpieczeń (czynności sensu stricto) oraz czynności, które mogą być wykonywane nie tylko przez zakłady ubezpieczeń, lecz także przez inne podmioty nieposiadające statusu zakładu ubezpieczeń (tj. nieposiadające stosownego zezwolenia) i dopiero ich wykonywanie przez ubezpieczycieli nadaje im walor czynności ubezpieczeniowych (czynności ubezpieczeniowe sensu largo).